# 紐約級戰列艦
纽约级战列舰是1908年至1914年间由美國海軍设计和建造的一级战列舰。该级的纽约号和德克萨斯号在第一次世界大战的占领韦拉克鲁斯时开始服役，直到第二次世界大战结束后退役。
纽约级比起武装更加齐全，它是第一级配备14英寸（356 mm）45倍径舰炮的战列舰，也是最后几个使用煤炭燃料和五座主炮炮塔布局的战列舰舰型。纽约级也有一些不足之处，例如缺乏防空武器，而次型的内华达级解决了这些问题。因为存在的这些缺陷，纽约级的舰船在其服役期间都进行了多次改装。
纽约号和德克萨斯号都在1914年开始服役，并立即参加占领韦拉克鲁斯的战役。在第一次世界大战期间，纽约级为英國皇家海軍大艦隊北海舰队效力，在此期间，纽约号在一次意外的碰撞中击沉了一艘U型潜艇。纽约级在两次世界大战之间进行了大量的训练和改造，并在第二次世界大战初期加入了中立巡逻队。二战时，纽约级已被更先进的战列舰所淘汰，因而这两艘舰艇主要用作护航。纽约号参与了北非的火炬行動、硫磺岛战役和沖繩島戰役，并在大西洋进行护送巡逻和训练。德克萨斯号则参与了火炬行动，霸王行动，瑟堡轰炸，龍騎兵行動以及硫磺岛战役和沖繩島戰役。二战结束后，纽约号作为十字路口行动的靶船，在1948年被军方击沉，而德克萨斯号则被改建为对外开放的二战博物馆，停泊在圣哈辛托州立公园。

## 背景资料
纽约级是1906年至1919年美国海军计划建造的11个独立船级中的第5级，共有29艘战列舰和6艘战列巡洋舰。事实上，整个美国海军战列舰的设计都依靠建造前無畏艦时的经验和对外国设计的观察。纽约级战列舰的设计来自于1908年的纽波特会议，美国海军总局比以往参与了更多船舶设计过程，而建设委员会仅仅依照设计成果建造。这次设计的经验教训使得海军总局能够在领导建造次型的内华达级战列舰。
海军领导在纽波特会议上达成共识，即美国海军舰艇应该装备口径更大的主炮，以应对其他国家的战列舰。而英国皇家海军的俄里翁級戰艦引入了13.5英寸Mk V型舰炮，德意志帝國海軍亦从原先的28（11英寸）火炮改装成30.5（12英寸）火炮。当时的争议在于，1909年设计的佛罗里达级战舰是否应该配置比12英寸45倍径马克5型海军炮更重型的武器装备。1911年，美国参议院海军事务委员会为了削减预算，建议减少船只装备规模，但海军部长乔治·冯·伦格尔克·迈耶仍决定保持原来的计划。
纽约级偶尔也被称作德克萨斯级，因为纽约号比德克萨斯号还要晚几个月完工。

## 设计

### 特征
按照设计，该级舰船的标准排水量为27,000 long ton（27,433 t），满载排水量为28,367 long ton（28,822 t）。舰船全长573英尺（175米），水线长565英尺（172米），舷宽长95英尺6英寸（29.11米），吃水深28英尺6英寸（8.69）。这些船只经历过较大的改造，在服役期间装甲和武器装备都有所改良。1943年，纽约号经历了最后一次改造，其排水量增加到标准状况下29,340 long ton（29,810 t）、满载状况下34,000 long ton（35,000 t）。1945年，德克萨斯号最后一次改造，改造后标准状况下排水量为29,500 long ton（30,000 t）、满载为32,000 long ton（33,000 t）。按照设计，该级舰船每艘应配备1042名军官和士兵。而1945年，德克萨斯号上共有包括美国海军陆战队补充成员在内的1723名军官和士兵。

### 武器

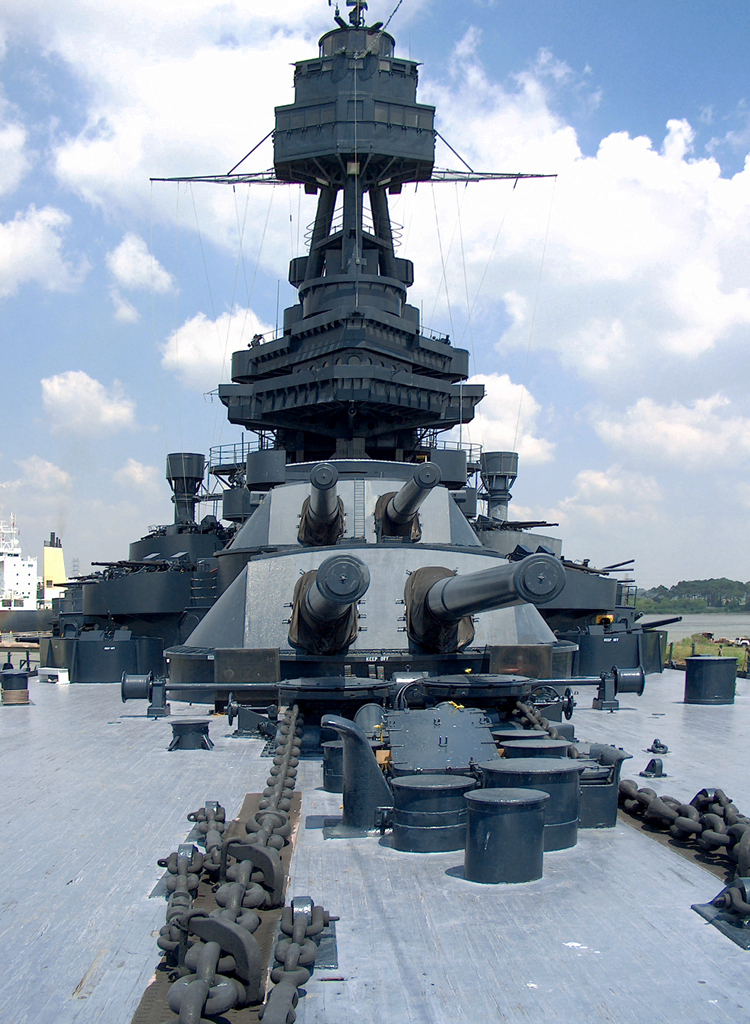
德克萨斯号上的两个14英寸舰炮炮塔。纽约级是美国海军第一个配备此种重型舰炮的战列舰舰级

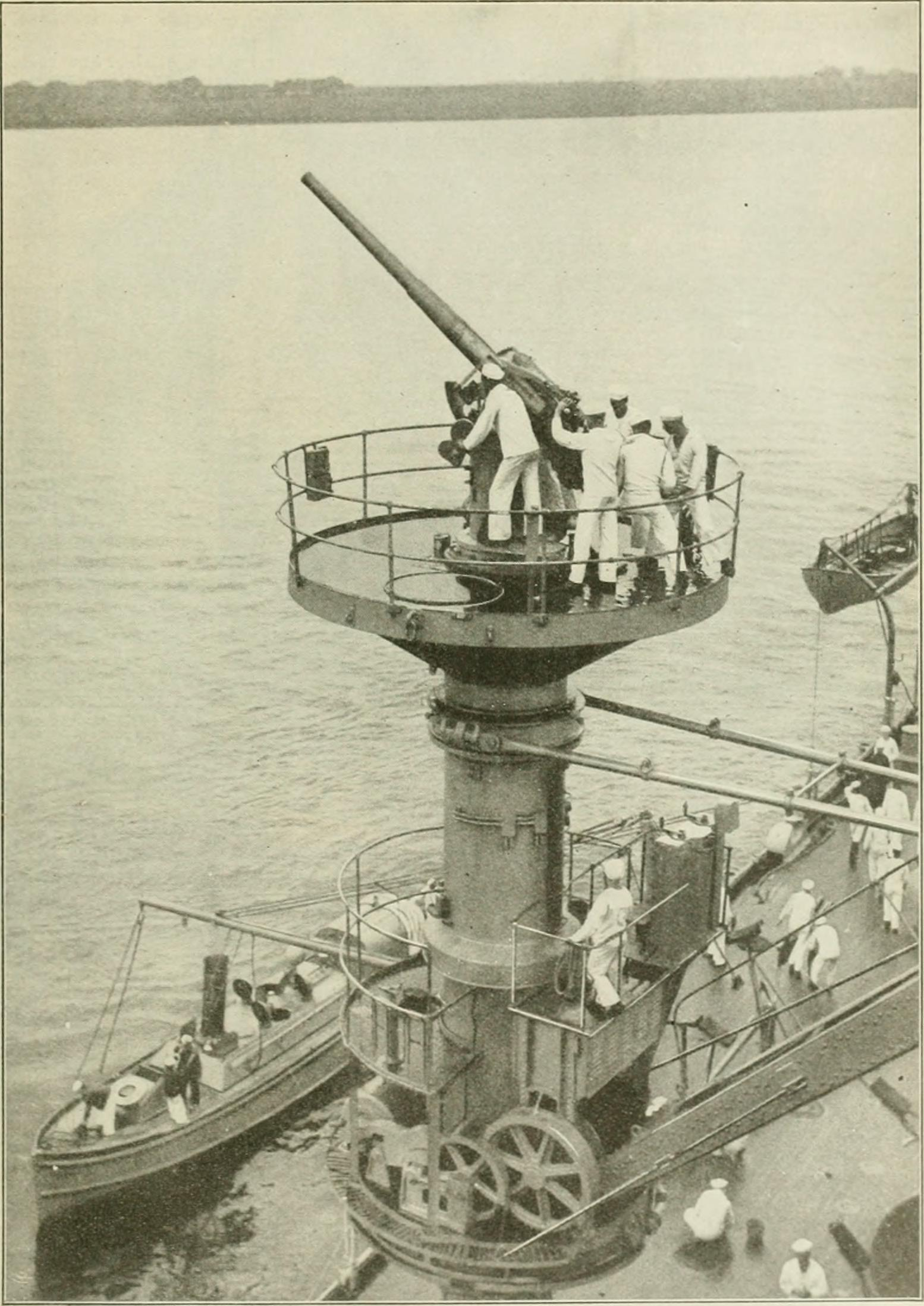
于1916年安装在德克萨斯号甲板的船用起重机上的3英寸50倍径防空炮。据称这是第一架安装在美国战列舰上的防空炮

纽约级的主炮是10门14英寸（356 mm）45倍径舰炮，射角最大为15度。这种舰炮是在1910年由美国海军军械局设计的。经证明，其具有较高的射击精度和均匀度。纽约级是美国海军设计的第五级无畏舰，然而直到1910年，美国都没有无畏舰下水。
纽约级的副炮是21门5英寸（127 mm）51倍径舰炮，10门并排，1门在船尾，主要用于防御驱逐舰和鱼雷艇。由于安装在靠近船尾和主甲板的地方，大多数5英寸炮在航行时射击精度很差。设计时，该级舰船并没有装备对空高射炮，随着海军航空兵的发展，这也成为舰船的一个严重缺陷。1916年，纽约级战列舰成为美国第一级安装高射炮的战列舰。两门5英寸51倍径舰炮安装在德克萨斯号船用起重机顶部的平台上。1918年，由于靠近船尾的舰炮在海上难以使用，副炮被削减到16门。1925-1926年两艘战舰改装时，防空炮又增加了8门3英寸/50倍径舰炮。剩下的16门5英寸舰炮中的6门被重新安置在船上较高的位置，放在主甲板上的新炮台上。纽约级最初装备了4个21英寸（533 mm）鱼雷管，分别位于左、右舷的船首和船尾。鱼雷舱装有12枚魚雷，外加12枚海军防御水雷。然而，鱼雷发射管在1925年至1926年的改装中被拆除。
1937年，纽约级加装了8门28毫米75倍径高射机炮，改进了轻型防空武器装备。1942年，由于美国珍珠港事件表明舰队轻型防空武器装备不足，舰船牺牲了5英寸/51倍径的机枪，加装大量的轻型高射炮。例如波佛斯40公釐高射砲由24门增加到40门，厄利孔20毫米机炮也增加到42门。

### 装甲
该级舰船沿用了怀俄明级的装甲部件，并进行了微小的改进。甲板装甲方案明显劣于后建的内华达级。
纽约级装备了10到12英寸厚的水线装甲带。下层炮台在9英寸（229 mm）至11英寸（279 mm）之间，上层炮台则有6英寸（152 mm）。甲板装甲厚2英寸（51 mm），炮塔装甲正面14英寸，顶部4英寸（102 mm），侧面2英寸，后部8英寸（203 mm）。其炮座装甲在10到12英寸之间。指挥塔装甲厚12英寸，顶部装甲厚4英寸。

### 动力
舰船配备了14个巴布科克和威尔科克斯式燃煤锅炉，以驱动两个直立式三段膨胀4缸往复式蒸汽机。其最大速度可达21 kn（39 km/h；24 mph）。舰船可以以10 kn（19 km/h；12 mph）的速度航行7,060 nmi（8,120 mi；13,080 km）。
纽约级战列舰是美国最后一级以燃煤为动力的战列舰。该级可装载2,850 long ton（2,900 t）煤炭，在所有战列舰中是最多的。1910年，内华达级战列舰开始以燃油为动力。1926年，改装后的纽约级战列舰变成燃油动力，并可装载 5,200 long ton（5,300 t）燃油。

## 建造

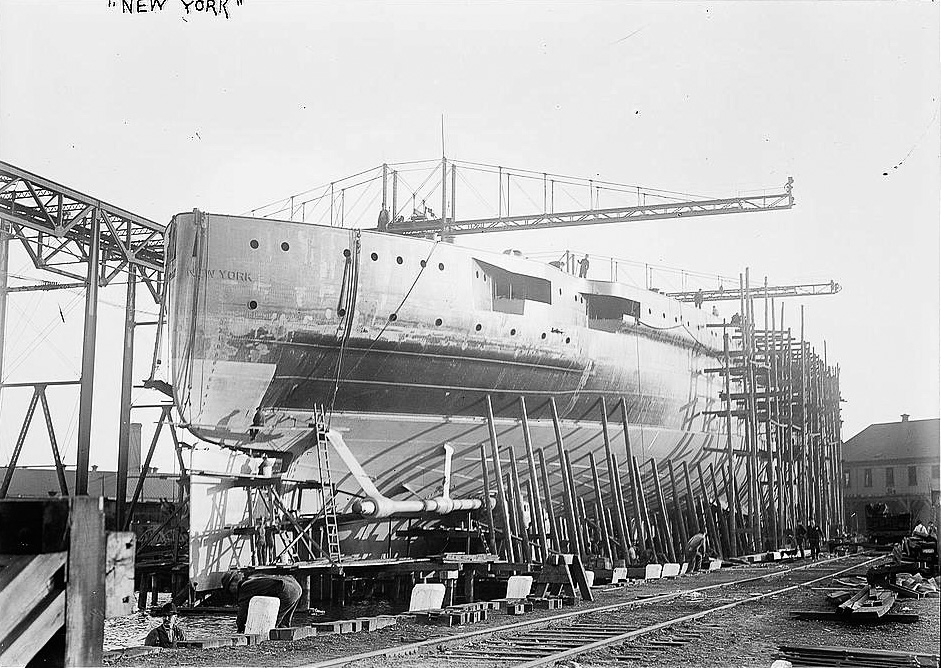
1912年，纽约号正在施工

1910年6月24日，美国政府颁布的一项法案授权提供资金建造纽约级战列舰，该法案要求造价不得超过600万美元。1910年9月27日，德克萨斯号招标，而纽约号布魯克林造船廠建造。最终紐波特紐斯造船公司以583万美元的出价赢得了德克萨斯号的合同。德克萨斯号于1911年4月17日开始建造，1912年5月18日下水，1914年3月12日竣工。纽约号于1911年9月11日开始建造，1912年10月30日下水，1914年4月15日完工。
1926年，纽约级战列舰相比其他在役战列舰已经过时，因此两艘战列舰都进行了彻底的改造。当包括佛罗里达号在内的其他几艘现役战列舰被改装成训练舰或被拆毁时，纽约号和德克萨斯号根据1922年的华盛顿海军条约进行全面改造，改良了它们的航速、装甲和武器装备。 

## 服役历史

### 纽约号

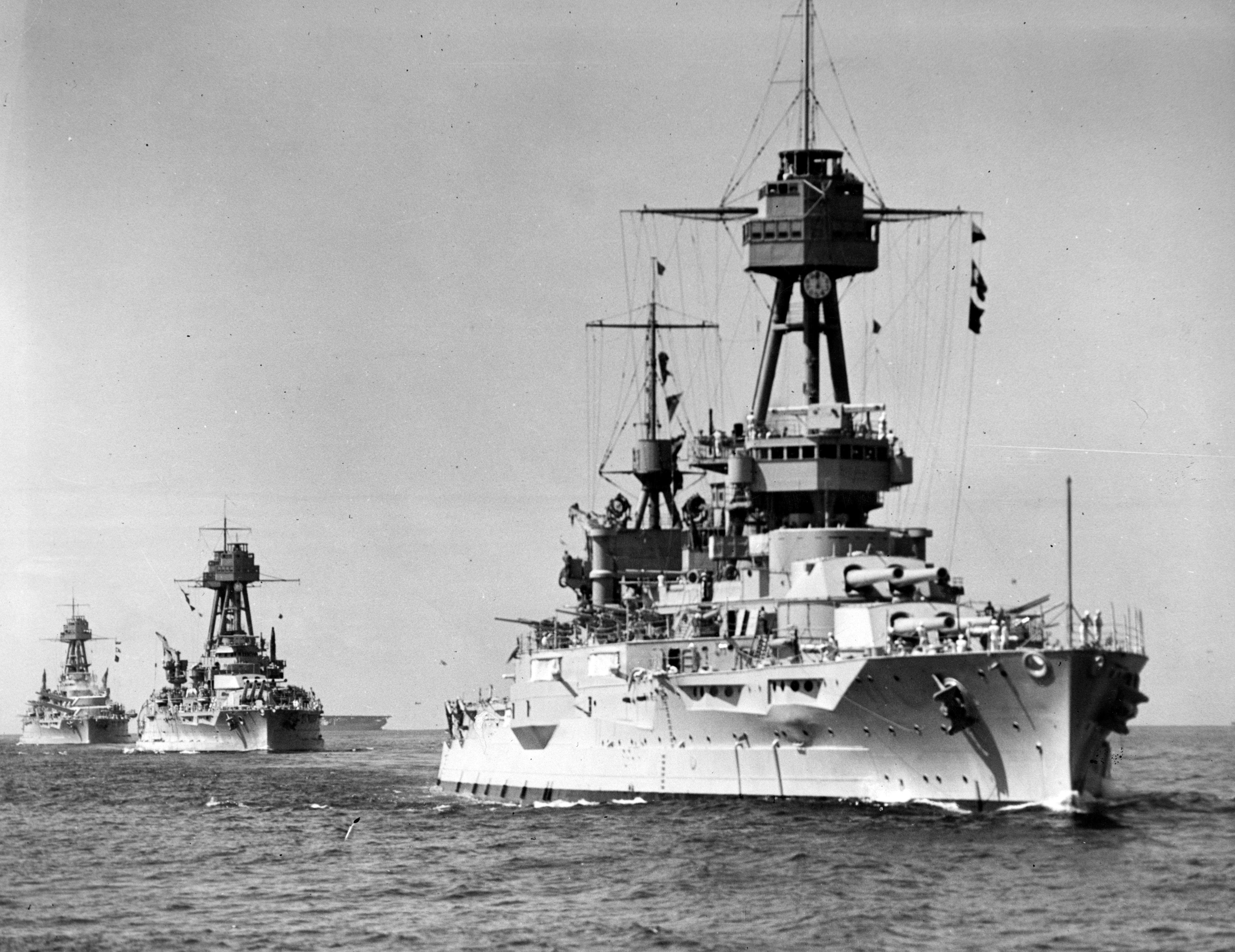
1932年，纽约号（右）正在接受训练

服役后不久，纽约号便成为1914年美国占领韦拉克鲁斯战役的旗舰。在第一次世界大战期间，它是海军少将休·罗德曼领导的美国战列舰九师的旗舰。它亦为英国皇家舰队北海舰队在大西洋上执行封鎖和護航任务。它两度遭遇过德意志帝國海军的U型潜艇，据称还意外撞沉了一艘。它在一战结束后返回美国本土，接受训练及改造。1938年2月，纽约号安装了XAF雷达，以及美国第一台雙向器，因此同一个天线既可以发送信号也可以接收信号。
1939年9月第二次世界大战爆发后，纽约号成为了中立巡逻队的一员，并在战争开始之初护送船队往返于纽约和冰岛之间。1942年11月，它使用对岸火力支援了盟军在北非的火炬行动。继续训练了数年后，战争后期被改到美國太平洋艦隊服役并在1945年2月的硫磺岛战役以及1945年4月的冲绳岛战役中充当炮击舰。它在冲绳岛作战时遭到神风特攻队的攻击而轻微损伤。二战结束后，纽约号在1948年作为十字路口行动的靶船，但试验中并未沉没，后被军方击沉。

### 德克萨斯号

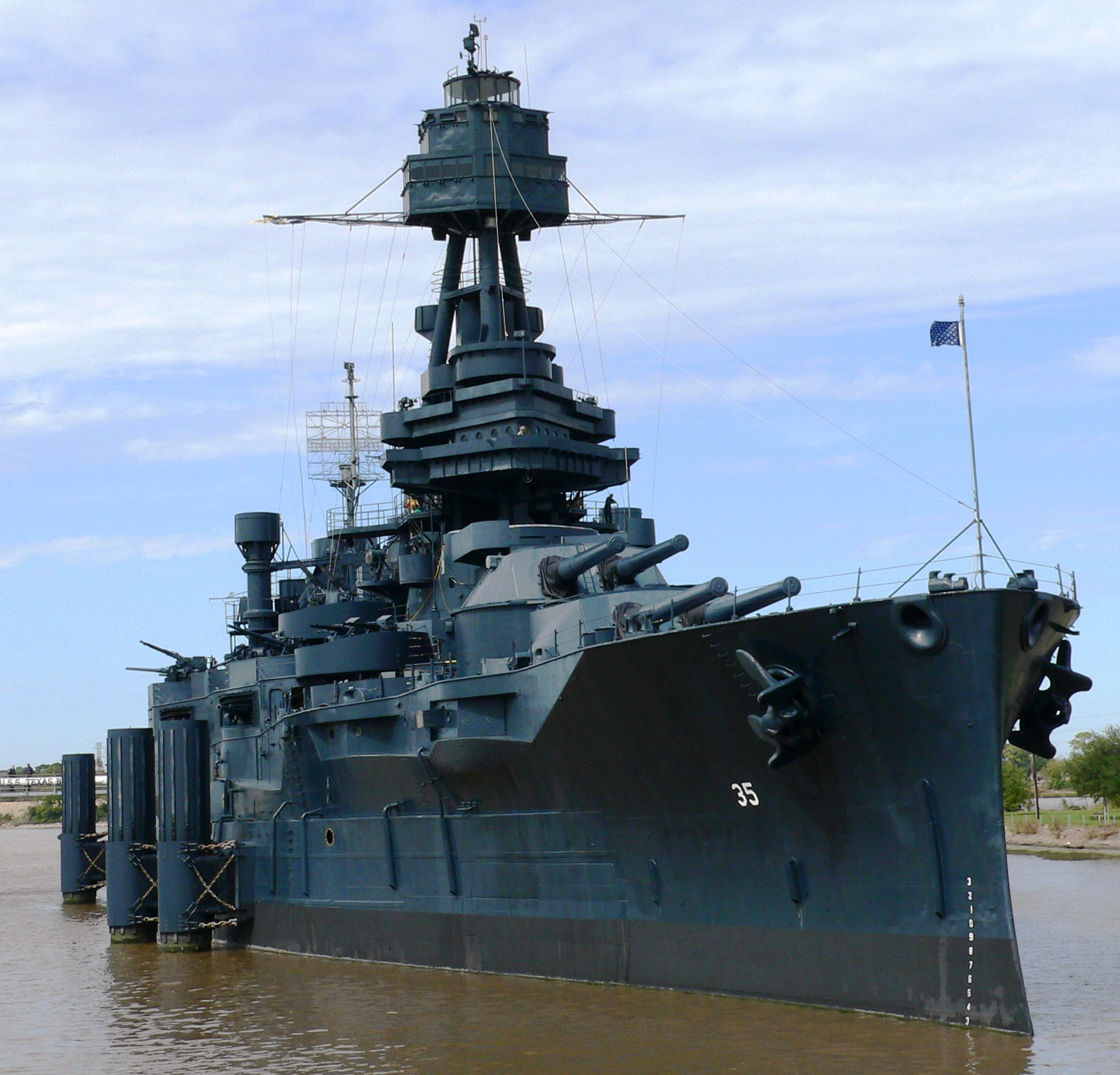
德克萨斯号作为博物馆船永久停泊在圣哈辛托州立公园

1914年，德克萨斯号也曾参与占领韦拉克鲁斯战役，几个月后参与改造，成为美国海军第一艘安装防空武器的舰艇。第一次世界大战早期，德克萨斯号参与了护航巡逻，并在1917年的护航任务中向德国护航舰开火。德克萨斯号也是两次世界大战期间第一艘能够起降飞机的战列舰，也经常在大西洋和太平洋进行演习。
在第二次世界大战初期，德克萨斯号是中立巡逻队的一员，支援盟军在北非的登陆。1943年，它主要为北非到欧洲的运输船队提供护航。1944年6月6日，德克萨斯号参与了掩护同盟国军队在诺曼底（主要在奥克角）的登陆行动。6月25日，它参与了对瑟堡的轰炸，并被德军击中，遭到了损坏。7月，德克萨斯号参与龍騎兵行動。在现代化改造后，它转移到太平洋战场，并在1945年2月参与入侵硫磺岛。同年4月，它参与了冲绳岛登陆。二战结束后，德克萨斯号退役，并作为博物馆船停泊在圣哈辛托州立公园。

## 同级舰
| 舰名       | 舷号  | 建造商             | 架设          | 下水           | 服役          | 退役          | 结局                                                    |
| ---------- | ----- | ------------------ | ------------- | -------------- | ------------- | ------------- | ------------------------------------------------------- |
| 紐約號戰艦 | BB-34 | 布魯克林造船廠     | 1911年9月11日 | 1912年10月30日 | 1914年5月15日 | 1946年8月29日 | 1948年7月8日作为靶船被军方击沉，1948年7月13日除名       |
| 德克薩斯號 | BB-35 | 紐波特紐斯造船公司 | 1911年4月17日 | 1912年5月18日  | 1914年3月12日 | 1948年4月21日 | 1948年4月30日除名，后作为博物馆船停泊在圣哈辛托州立公园 |

### 引文
1. 1 2 3 4 5 6 7 8 9  Gardiner & Gray 1985，第115頁.
2. 1 2  Friedman 1985，第96頁.
3. 1 2  Friedman 1985，第85頁.
4. 1 2 3  Friedman 1985，第95頁.
5. ↑  Friedman 1985，第88頁.
6. 1 2  Kearns & Morris 1998，第414頁.
7. 1 2  Banks 2002，第33頁.
8. ↑  Powers 1993，第133頁.
9. 1 2  Powers 1993，第134頁.
10. 1 2 3 4  Bonner 1996，第28頁.
11. ↑  Friedman 2008，第299頁.
12. ↑  Bonner 1996，第115頁.
13. ↑  Friedman 2008，第304頁.
14. ↑  Friedman 1985，第436頁.
15. 1 2  Friedman 1985，第93–94頁.
16. ↑  Friedman 1985，第102頁.
17. ↑  Banks 2002，第10頁.
18. ↑  Banks 2002，第27頁.
19. ↑  Ferguson 2007，第35頁.
20. 1 2  Banks 2002，第32頁.
21. ↑  Bonner 1996，第116頁.
22. ↑  Bonner 1996，第117頁.
23. ↑  Bonner 1996，第118頁.
24. ↑  Banks 2002，第31頁.
25. ↑  Rodman 1927，第271頁.
26. ↑  Macintyre 1967，第73頁.
27. ↑  Bonner 1996，第119頁.
28. 1 2  Banks 2002，第35頁.
29. ↑  Bonner 1996，第120頁.
30. ↑  Bonner 1996，第121頁.
31. 1 2  Banks 2002，第37頁.
32. ↑  Bonner 1996，第122頁.
33. ↑  Banks 2002，第40頁.
34. ↑  Banks 2002，第38頁.
35. ↑  Kearns & Morris 1998，第293頁.
36. 1 2 3  Powers 1993，第11頁.
37. ↑  Friedman 1985，第177頁.
38. ↑  Hone & Hone 2006，第94–95頁.
39. ↑  Powers 1993，第17頁.
40. ↑  Powers 1993，第24頁.
41. ↑  Powers 1993，第26頁.
42. ↑  Harrison 1951，第519頁.
43. ↑  Powers 1993，第31頁.
44. ↑  Powers 1993，第37頁.